# Alan Lascelles
Sir Alan Frederick „Tommy” Lascelles  ( /ˈ l æ s əl s / ; 1887. április 11. – 1981. augusztus 10.) brit udvaronc és köztisztviselő, aki a huszadik század első felében több pozíciót is betöltött, karrierje VI. György király és II. Erzsébet királyné magántitkáraként tetőzött. 1950-ben „Senex” álnéven megírta a Lascelles-elveket a The Times szerkesztőjének írt levelében.

## Fiatalkora, tanulmányai
Lascelles 1887. április 11-én született az angliai Dorsetben, Sutton Waldron faluban, Hon parancsnok hatodik és legfiatalabb gyermekeként és egyetlen életben maradt fiaként. Frederick Canning Lascelles és Frederica Maria Liddell, valamint Henry Lascelles, Harewood 4. grófjának unokája.  Így Henry Lascelles, Harewood 6. grófja unokatestvére volt, aki feleségül vette Mária királyi hercegnőt, munkaadói, VIII. Edward és VI. György nővérét. Édesanyja Sir Adolphus Liddell lánya volt, aki Thomas Liddell, Ravensworth első bárójának fia.
Miután a Marlborough College-ban, majd az oxfordi Trinity College-ban járt iskolába, Lascelles az első világháború alatt Franciaországban szolgált a bedfordshire-i önkéntes lovasságnál, ahol kapitányi rangot kapott, és Hadikereszttel tüntették ki, majd az apósának, Lord Lloydnak a helyettese lett, aki Bombay kormányzója volt 1919 és 1920 között.

## Karrierje
Lascelles ezután visszatért Nagy-Britanniába, és 1920-ban Eduárd walesi herceg helyettes magántitkárává nevezték ki, és ezt a szerepet egészen 1929-ig, a herceggel fennálló nézeteltéréseinek kirobbanásáig be is töltötte. 1931 és 1935 között Kanada főkormányzójának, Vere Ponsonbynak, Bessborough 9. grófjának volt a titkára.
Lascelles 1935 utolsó hónapjaiban V. György helyettes magántitkára lett. 
Amikor 1936 januárjában a walesi herceg VIII. Eduárd néven trónra lépett V. György halálakor, Lascelles rövid ideig az új király helyettes magántitkáraként szolgált. Aztán, amikor VIII. Eduárd 1936 decemberében lemondott a trónról, Lascelles VI. György helyettes magántitkára lett, valamivel az új király trónra lépése után. 
Lascellest VI. György egy vonaton ütötte lovaggá az 1939-es sikeres kanadai és egyesült államokbeli királyi körút során, amelynek megszervezésében és lebonyolításában ő segített; a király a Király Viktoriánus Rend lovagparancsnokává tette, ami az uralkodó személyes ajándéka, és magas rang is egyben, ráadásul nem igényel politikai jóváhagyást.  1937-ben a Bath Lovagrend tagjává, 1944-ben pedig a parancsnokává nevezték ki. 1953-ban pedig nyugdíjba vonulásakor a Nagykereszt Lovagi fokozatával tüntették ki. 1926-ban a Királyi Viktoriánus Rend tagjává nevezték ki, mielőtt 1939-ben lovaggá léptették elő. 1933-ban a Szent Mihály és Szent György Lovagrend tagjává választották. 1943-ban letette a Titkos Tanács esküjét, ami feljogosította a „Right Honourable” előtagra.
1943-ban Lascellest VI. György magántitkárává léptették elő. 1952-ben II. Erzsébet magántitkára lett, ezt a szerepet 1953-ig töltötte be.
Lascelles 1943 és 1953 között a Királyi Levéltár őrzője is volt.
1953 utolsó napján, 66 évesen vonult nyugdíjba 27 éves királyi szolgálatából.  Sir Winston Churchill miniszterelnök kétszer, a királynő pedig egyszer kérdezte meg tőle, hogy szeretne-e a Lordok Háza tagja lenni öröklődő nemességgel, de visszautasította.  Ennek ellenére elfogadta a Bath Lovagrend Lovagi Nagykeresztjének kinevezését, amellyel, mint mondta, "sokkal magasabb rangot kapott, mint a nemességgel". 
Lascelles iratait jelenleg a Cambridge-i Churchill College Churchill Archívum Központjában őrzik.

## Magánélete
1920. március 16-án feleségül vette Joan Frances Vere Thesigert (1895–1971), Frederic Thesiger, Chelmsford 1. vikomtjának, India egykori alkirályának és az Admiralitás első urának lányát.
Három gyermekük született:
- John Frederick Lascelles, 1922. június 11-én született, 1951. szeptember 11-én halt meg.
- Lavinia Joan Lascelles, 1923. június 27-én született, 2020. november 3-án hunyt el; feleségül ment Edward Westland Renton őrnagyhoz, 1960-ban elvált, majd 1962–64-ben Gavin Maxwell íróhoz és 1969-ben David Hankinsonhoz.
- Caroline Mary Lascelles, 1927. február 15-én született, 2024. június 12-én hunyt el; 1949-ben hozzáment Antony Lytteltonhoz, Chandos 2. vikomtjához,  majd 1985-ben David Erskine-hez, Lord Erskine fiához.

Lascelles 1981. augusztus 10-én halt meg a Kensington-palotában, 94 évesen.

## Kitüntetései
|  | A Bath Rend lovagi fokozatának nagykeresztje (GCB)                |                                             |
|  | A Királyi Viktoriánus Rend (GCVO) lovag fokozatának nagykeresztje |                                             |
|  | A Szent Mihály és Szent György Rend (CMG) tagja                   |                                             |
|  | Hadikereszt (MC)                                                  | (1919)                                      |
|  | 1914–15-ös Csillag                                                |                                             |
|  | Brit háborús érem                                                 |                                             |
|  | Győzelmi érem                                                     | pálmalevéllel a Mentioned in Dispatches-ért |
|  | V. György király ezüst jubileumi érme                             | (1935)                                      |
|  | VI. György király koronázási érme                                 | (1937)                                      |
|  | II. Erzsébet királynő koronázási érme                             | (1953)                                      |
|  | A Becsületrend főtisztje                                          | (Franciaország)                             |

- Megkapta a Királyi Udvartartás Hosszú és Hűséges Szolgálatának Érmét is.

## A populáris kultúrában
Lascelles-t Pip Torrens színész alakítja a Netflix The Crown című sorozatában.

## Fordítás
Ez a szócikk részben vagy egészben  az   Alan Lascelles című angol Wikipédia-szócikk ezen változatának fordításán alapul.  Az eredeti cikk szerkesztőit annak laptörténete sorolja fel. Ez a jelzés csupán a megfogalmazás eredetét és a szerzői jogokat jelzi, nem szolgál a cikkben szereplő információk forrásmegjelöléseként.